# Дулибовский сельский совет (Бучачский район)
Дулибовский сельский совет (укр. Дулібівська сільська рада) — входит в состав
Бучачского района
Тернопольской области
Украины.
Административный центр сельского совета находится в 
с. Дулибы.

## История
- 1987 — дата образования.

## Населённые пункты совета
- с. Дулибы